# Сергач
Серга́ч — старинный город Нижегородской области, самое первое упоминание о котором в древних русских летописях относится к 1382 году. В ряде дореволюционных источников упоминается как Сергачевск или Сергачёвск. Административный центр Сергачского муниципального района Нижегородской области. Население — 20 256 чел. (2021). Город с 1779 года.
В городе находится станция Сергач — крупная железнодорожная станция, находящаяся на магистрали, связывающей центр европейской части России с Уралом.

## Этимология
Топоним происходит от имени мордовского бортника Саргаса, либо от тюрк. Сараагач — «жёлтое дерево».

## География
Город расположен на реке Пьяне, в 125 км к юго-востоку от Нижнего Новгорода. Железнодорожная станция на линии Москва — Екатеринбург.
В округе есть месторождения строительного песка, красной глины.

### Климат
Преобладает умеренно континентальный климат. Самый тёплый месяц, июль, со средней температурой 19,3 °C, а самый холодный — январь, со средней температурой −11.8 °C. Среднегодовое количество осадков — 525 мм.

## История
Первое летописное упоминание относится к 1382 году. В окрестностях Сергача у впадения в Пьяну речки Пары находится место, где по одной из версий летом 1377 года произошло Пьянское побоище. Описание о Сергаче как о населённом пункте относится к 1649 году, с тех пор он фигурирует в документах как центр поташного производства.
В 1674 году несколько жителей села Сергач основали село Грязнуху (ныне с. Волжское).
В 5 (16) сентября 1779 году в рамках административной реформы, проведённой императрицей Екатериной II, казённое село бывшей поташной конторы Сергач получает статус уездного города, центра Сергачского уезда.
Кроме дешёвого поташа и добротных «сергацких» лаптей, всероссийскую известность город получил ещё и тем, что «сергачи» с дрессированными медведями ходили по всей стране, бывали и за ее пределами: в Польше, Германии, Франции и Италии. Дрессировка медведей издавна была одним из сергачских промыслов. Вот описание герба города: «В верхнем поле нижегородский герб, в нижнем — чёрный медведь в золотом поле, означающий, что того рода зверей в окрестностях довольно». А медведей в том числе привлекали и ягоды, особенно малинники, которых в окрестностях Сергача всегда было много. Промысел существовал до начала XX века.
По описанию П. И. Мельникова-Печерского в романе «На горах», во время Отечественной войны 1812 года на Базарной площади Сергача проходил смотр медвежьих «полков», обученных для борьбы с Наполеоном.
В 1835 году в Сергаче открывается первая школа, основанная в собственном доме В. Н. Крыловым.
В 1861 году в городе числилось 3789 человек, из которых 2705 казённых крестьян, живших в слободах, 176 дворян, 83 купца, 244 мещанина; домов было 593, лавок — 16, городская земская больница и вольная аптека.
В сравнении с другими городами Нижегородской губернии Сергач считался бедным поселением. По численности населения и экономике он занимал одно из последних мест.
В 1870-х годах в связи с открытием земских учреждений развитию города стало уделяться больше внимания.
С 1910 года земская аптека в Сергаче стала отпускать медикаменты бесплатно всем проживающим в уезде, а к 1915 году в уезде действовали 4 больницы. Сергачским земством была разработана программа строительства школ, и к 1916 году в уезде работали 84 земские школы, 8 министерских училищ, 3 татарских школы, 52 церковно-приходских школы. Всего в уезде было 9814 учеников.
В 1913 году развернулось строительство железной дороги от Арзамаса до Шихран (ныне — город Канаш). Многие сотни крестьян Сергачского и соседних уездов стекались на строительство.
В 1914 году по проекту знаменитого архитектора А. В. Щусева возводится вокзал. Строительство депо завершено в 1918 году. Станция оказала большое влияние на развитие города и уезда.
18 января 1918 года в здании почтово-телеграфной конторы состоялся первый уездный съезд Советов, который провозгласил Советскую власть в Сергаче и уезде.
К середине 1920-х годов Сергач становится центром Сергачской волости, образовавшейся из селений упраздненных Богородской, Ключевской, Пожарской, Староберёзовской и Толбинской волостей. Пригородные слободы Сергача, ранее составлявшие Сергачское сельское общество Ключевской волости, образовали Сергачский сельсовет.
В июле 1929 года Сергач становится центром Сергачского района Арзамасского округа и получает статус города окружного подчинения. 6 августа 1930 года статус понижен до города районного подчинения.
7 марта 1953 года в состав города включён рабочий посёлок Сергачский.
12 сентября 1960 года в состав Сергача включены деревни Кожино, Кучино и Скочиха.
С 1 февраля 1963 по 9 января 1965 года имел статус города областного значения, затем вновь получил статус районного города.
4 марта 1968 года в черту Сергача вошли деревни Гусево и Ключево.
В 1990-е годы Сергач был газифицирован.
Статус и границы Сергача как городского поселения Сергачского района установлены Законом Нижегородской области от 15 июня 2004 года № 60-З «О наделении муниципальных образований — городов, рабочих посёлков и сельсоветов Нижегородской области статусом городского, сельского поселения».

## Население
| 1856    | 1897    | 1913    | 1926    | 1931    | 1939    | 1959    | 1970    |
| ------- | ------- | ------- | ------- | ------- | ------- | ------- | ------- |
| 3400    | ↗4500   | ↘4300   | ↘2300   | ↗2800   | ↗5300   | ↗8208   | ↗22 509 |
| 1979    | 1989    | 1992    | 1996    | 1998    | 2000    | 2001    | 2002    |
| ↗24 387 | ↗25 231 | ↗25 500 | ↗25 600 | ↘25 400 | ↘25 100 | ↘24 800 | ↘22 887 |
| 2003    | 2005    | 2006    | 2007    | 2008    | 2009    | 2010    | 2011    |
| ↗22 900 | ↘22 400 | ↘22 200 | ↘22 000 | ↘21 837 | ↘21 719 | ↘21 386 | ↘21 315 |
| 2012    | 2013    | 2014    | 2015    | 2016    | 2017    | 2018    | 2019    |
| ↘21 077 | ↘20 931 | ↘20 715 | ↘20 524 | ↘20 370 | ↗20 416 | ↘20 269 | ↘19 997 |
| 2020    | 2021    |         |         |         |         |         |         |
| ↘19 939 | ↗20 256 |         |         |         |         |         |         |

На 1 января 2025 года по численности населения город находился на 670-м месте из 1124 городов Российской Федерации.

## Экономика
- Завод «МонолитФорм»;
- Предприятие «Нижегородсахар»;
- Предприятие «Феникс» (швейное производство);
- Сергачский хлебозавод;
- Сергачская типография;
- Предприятия железнодорожного транспорта ОАО «РЖД»;
- Предприятие «Оптиком-Сергач».

## Социальная сфера
В городе действует 11 детских садов.
За общественные перевозки отвечает МП «Сергачский автобус».
Здравоохранение Сергача представляет собой сеть многопрофильных лечебно-профилактических учреждений, оказывающих квалифицированную медицинскую помощь населению. Для удобства обслуживания населения в отдельных микрорайонах города открыты 2 детские консультации и 3 фельдшерско-акушерских пункта. Действуют Центральная районная больница и узловая поликлиника на станции Сергач ОАО «РЖД».
Гостиницы: «Камелот», «Медвежий угол», санаторий «Серебряные ключи».

## Культура
- МБУК "Централизованная клубная система" Сергачского муниципального округа, включающая в себя: Центральный дом культуры, гусевский дом культуры, клуб им.Ленина и 13 сельских домов культуры
- МБУК "Централизованная библиотечная система" Сергачского муниципального округа, включающая в себя: Центральная библиотека им. С.И.Шуртакова, центральная детская библиотека, гусевская городская библиотека, ключевская городская библиотека, детско-юношеская городская библиотека и 13 сельских библиотек
- МБУК "Краеведческий музей имени В.А. Громова"
- МБУК "Центр молодежи и развития туризма" Сергачского муниципального округа, включающий в себя: центр молодежи "Сфера" и центр развития творчества и туризма "Спектр"
- МБУ ДО "Сергачская детская школа искусств"

Образование
- Средние школы № 1,2,3,4,5,6
- ГБПОУ «Сергачский агропромышленный техникум»

Учреждения дополнительного образования:
- МБУДО "Центр дополнительного образования и воспитания "Созвездие"
- МБУДО "Детско-юношский центр г. Сергач"

Спорт
Государственное учреждение «Физкультурно-оздоровительный комплекс в г. Сергач Нижегородской области» построен в 2007 году. Это первый в Нижегородской области физкультурно-оздоровительный комплекс, построенный на основе целевой федеральной программы. На ФОКе есть бассейны, каток с искусственным льдом, тренажерные залы. Кроме того, имеется спортивный зал для игры в баскетбол, волейбол, а также имеется бар и кинотеатр. Рядом расположена футбольная площадка с искусственным газоном.
СМИ
В Сергаче имеются следующие местные СМИ:
- Областная газета «Туган як» (ориентирована на татарскую часть населения)
- Районная газета «Сергачская жизнь»
- Телекомпания «Сергач-ТВ»

В Сергаче имеются следующие радиостанции: 
- «Мария ФМ» — 90.9;
- «Татар радиосы» — 91.4;
- «Дорожное» — 100.1;
- «Авторадио» — 101.6;
- «Радио России» — 105.2
- «Европа Плюс» — 106.2;

## Достопримечательности
- Собор Владимирской иконы Божией Матери (1820 года постройки).
- Дом, в котором останавливался А. С. Пушкин в 1830 году.
- Церковь Иоанна Милостивого (1831 года постройки).
- Железнодорожный вокзал, построенный в 1914 году по проекту А. В. Щусева.
- Сергачский краеведческий музей имени В. А. Громова.
- Дендропарк Сергачского лесхоза в наивысшей части города в урочище Явлейка.

## Галерея
- Знак на въезде в город
- Владимирский собор
- Церковь Иоанна Милостивого
- Михайло-Архангельский собор в Гусево
- Железнодорожный вокзал
- Автовокзал
- Здание городской администрации и думы
- Здание районного отдела культуры
- Краеведческий музей им. В. А. Громова
- Дом, в котором останавливался А. С. Пушкин
- Советская улица, 2009 год
- Частная застройка на улице Свердлова
- Ресторан «Русь», 2009 год
- Город вечером, 2009 год